# Лариса (город)
Ла́риса (греч. Λάρισα) — один из самых старых городов в Греции. Является административным центром одноимённой общины (димоса), одноимённой периферийной единицы и периферии Фессалии. Население 144 651 житель по переписи 2011 года. Пятый по величине город страны после Афин, Салоник, Патр и Ираклиона.

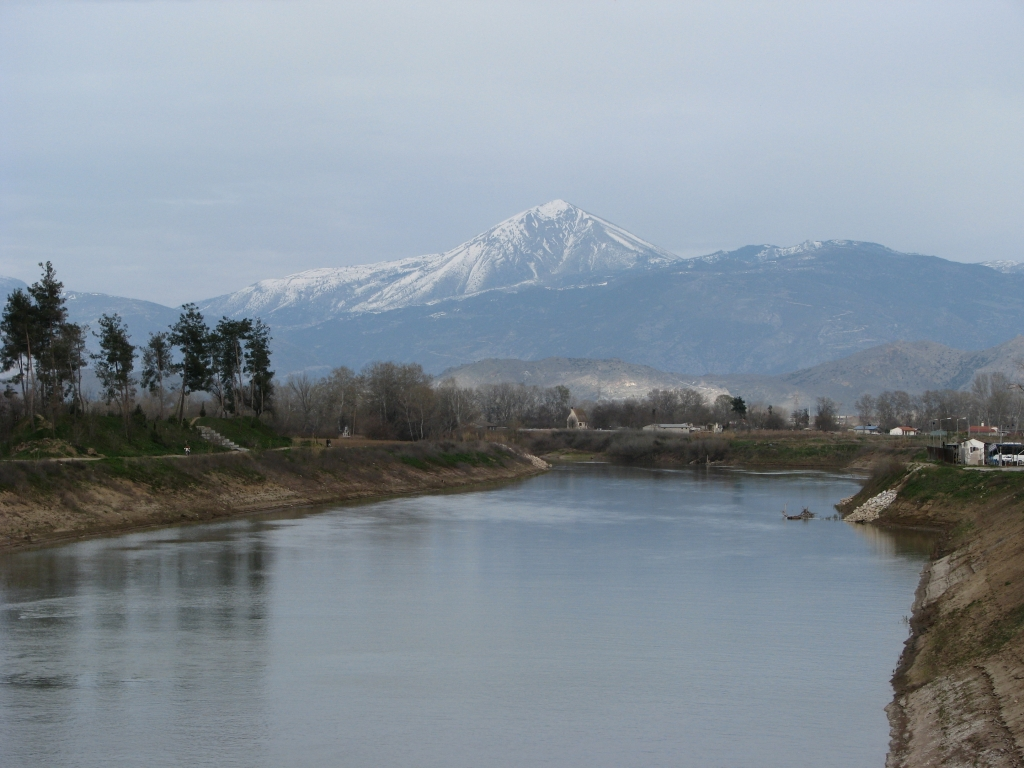
Гора Оса виднеется из реки Пиньос в Ларисе

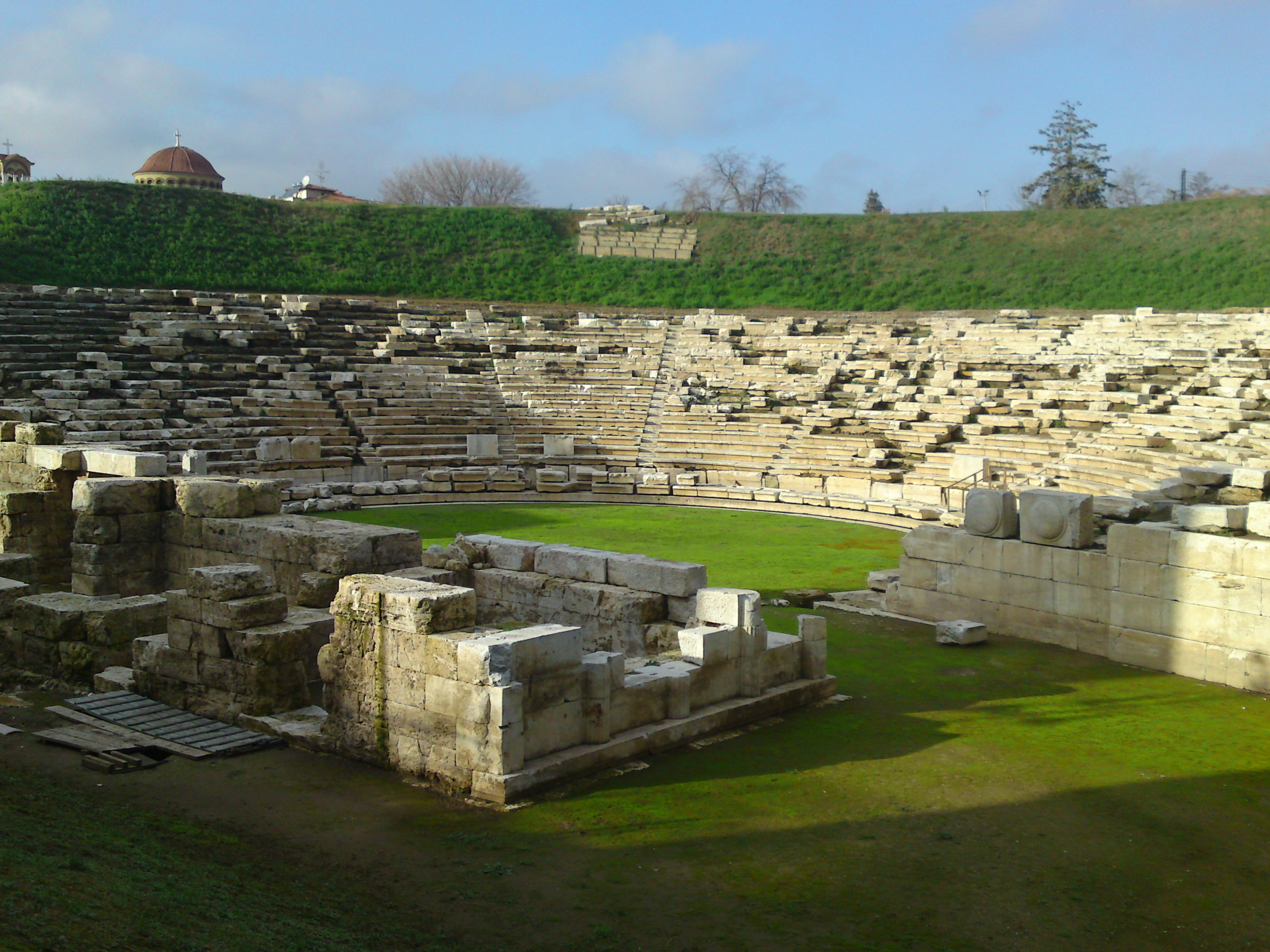
Первый античный театр города

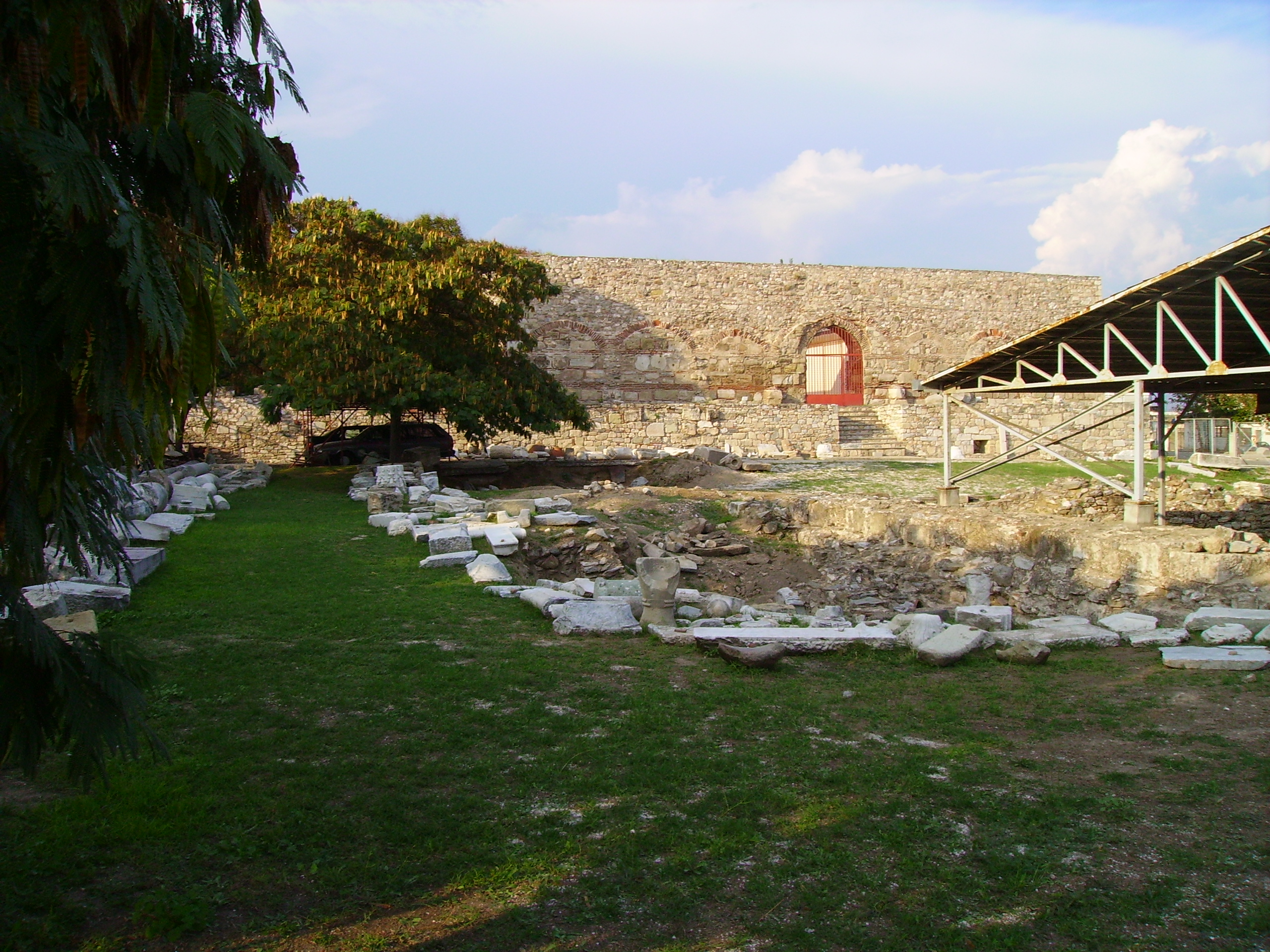
Внутри средневековой крепости

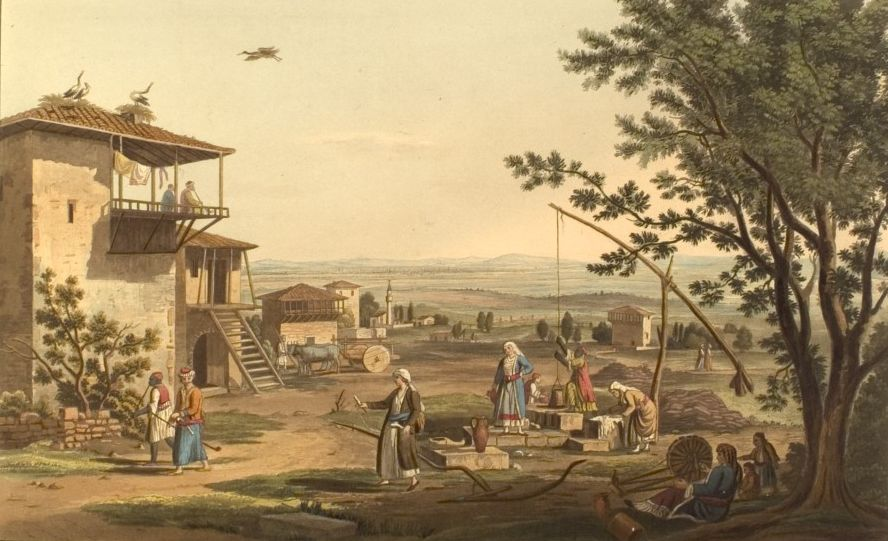
Гравюра Ларисы, около 1820 г.

## Географическое положение
Находится на высоте 70 метров над уровнем моря, на правом берегу реки Пиньос, в 120 километрах к юго-западу от Салоник и в 217 километрах к северо-западу от Афин.

## История
Точных источников об основании города нет. По некоторым данным город существует свыше 4000 лет. Также существует древнегреческий миф, в котором сказано, что город был построен пеласгами. По преданию, в городе произошла знаменитая битва лапифов (столицей которых была Ларисса) с кентаврами. Начиная с VIII в. до н. э. город был фактическим центром области Фессалия, хотя как единое государство Фессалия тогда не существовала. Правители Лариссы (из рода Алевадов) имели наибольший авторитет в общих для Фессалии делах, каковыми тогда были вопросы в основном религиозные. Во время Первой Священной войны правители Фессалии решительно поддержали Дельфы и после этого пользовались большим авторитетом в Греции. Они же учредили и поддерживали Пифийские игры. Во время греко-персидских войн Ларисса, как и остальная Фессалия, поддержала Персию. После поражения Персии Фессалия и Ларисса не играли активной роли в истории.
В городе жил и умер Гиппократ.
Около 350 года до н. э. Сим из рода Алевадов установил тиранию, но уже в 344 году до н. э. город был захвачен македонскими войсками Филиппа II; позже, в 197 году до н. э., город захватили римляне.
21 декабря 1940 года город был значительно разрушен при бомбардировке итальянской авиацией. Погибли десятки людей. После этого большинство жителей покинуло город.
В 5:53 утра в субботу 1 марта 1941 года в Ларисе произошло землетрясение магнитудой 6,3 балла по шкале Рихтера, город подвергся сильному разрушению, было разрушено около 6 тысяч зданий, что составляет 80 % городских строений, но погибло лишь 40 человек, потому что город был покинут жителями из-за бомбардировки в декабре 1940 года. На рассвете в город вошли военные, которые начали разбор завалов. 2 марта, на следующий день после землетрясения город вторично подвергся бомбардировке итальянской авиацией. После землетрясения и второй бомбардировки город был окончательно покинут. В Страстную седмицу город бомбил люфтваффе. Накануне Пасхи в город вошли войска вермахта, которые нашли пустой город в руинах.
После вступления Греции в НАТО в феврале 1952 года началась реорганизация вооружённых сил страны. В октябре 1955 года на основе ранее существовавшей ремонтной мастерской местного гарнизона (314 ΣΠΤ) в городе была создана авторемонтная база 303 ΠΕΒ (которая стала основным центром ремонта автомобильной техники греческой армии).
В 1971 году численность населения составляла 72,3 тыс. человек, основой экономики являлись шёлкоткацкая, хлопчатобумажная и пищевая промышленность, а также производство строительных материалов.

## Транспорт
Восточнее Ларисы проходит автострада 1, часть европейского маршрута E75. Через город проходит национальная дорога 1 и национальная дорога 3, часть европейского маршрута E65. По юго-западной окраине проходит национальная дорога 6, часть европейского маршрута E92.
В Ларисе находится железнодорожная станция «Лариса» линии Пирей — Салоники, оператором которой является компания TrainOSE.
Международный аэропорт расположен в Неа-Анхиалосе, в 53 километрах к юго-востоку от Ларисы.

## Промышленность
Развиты пищевая, бумажная, текстильная промышленность, производство стройматериалов. Ежегодно в монастыре Честного Предтечи, расположенном в 30 км от города, проводятся сельскохозяйственные ярмарки и встреча по обмену традиционными видами семян.

## Спорт
В городе два футбольных клуба. Клуб «Лариса» выступает в высшем дивизионе страны — Суперлиге. Чемпион Греции 1988 года и обладатель Кубка Греции 1985 и 2007 годов. Стала единственной командой не из Афин и Салоник, которой удалось выиграть чемпионат Греции. Вторая футбольная команда — клуб «Аполлон-Лариса» выступает в Гамма-Этники.
В высшей профессиональной баскетбольной лиге Греции в сезоне 2017/18 выступает команда G.S. Larissas Faros B.C.. Баскетбольная команда «АЕЛ 1964» в сезоне 2017/18 годов выступает во втором дивизионе.
В городе находится футбольный стадион «Алказар».

## Достопримечательности
- Театр III века до н. э.[8]
- Театр второй половины I века до н. э.[9]
- Холм Фрурио[10]
- Планетарий

## Сообщество Лариса
В общинное сообщество Лариса входят три населённых пункта. Население 146 926 жителей по переписи 2011 года. Площадь 88,167 квадратного километра.
| Населённый пункт | Население (2011), человек |
| ---------------- | ------------------------- |
| Амфитея          | 33                        |
| Кулурион         | 250                       |
| Лариса           | 144 651                   |

## Население
| Год  | Население, человек |
| ---- | ------------------ |
| 1991 | 118 090            |
| 2001 | 131 095            |
| 2011 | ↗ 144 651          |

## Города-побратимы
- Анапа, Россия (2016)[12]
- Банска-Бистрица, Словакия (1995)[13]
- Бельцы, Молдова
- Ноксвилл, США
- Рыбник, Польша (13 июня 2003)[14]
- Сере, Греция

## В астрономии
В честь города Ларисы назван астероид (1162) Ларисса, открытый 5 января 1930 года немецким астрономом Карлом Райнмутом в Гейдельбергской обсерватории.

## Галерея

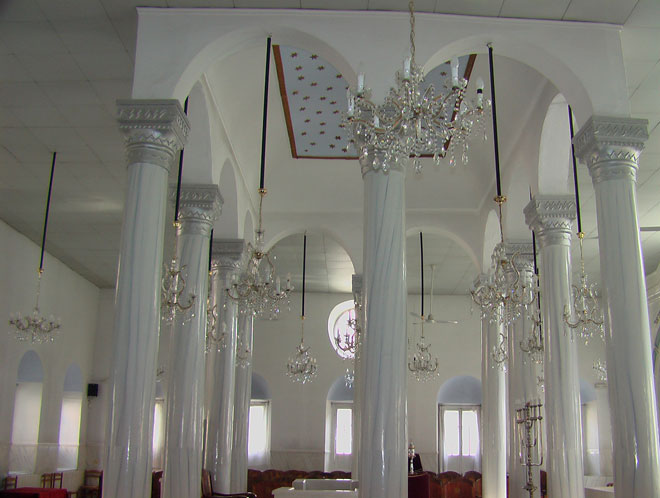
Внутри еврейской синагоги Ларисы
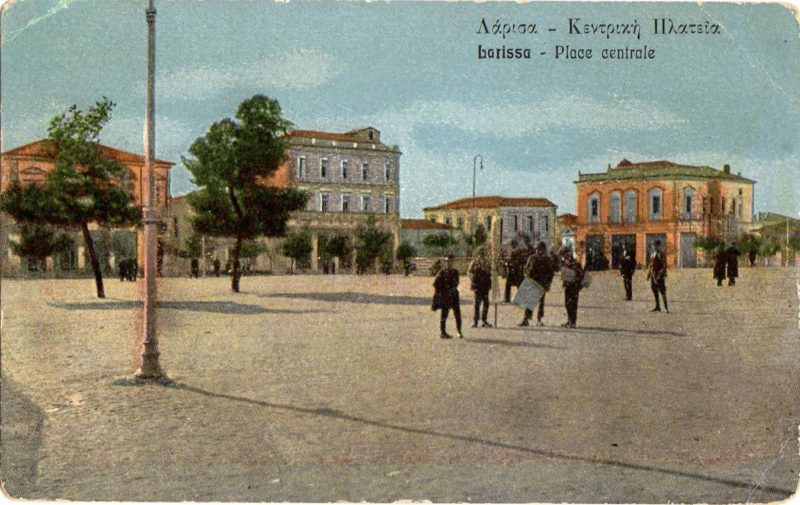
Центральная площадь (Фемидос), 1920 г.
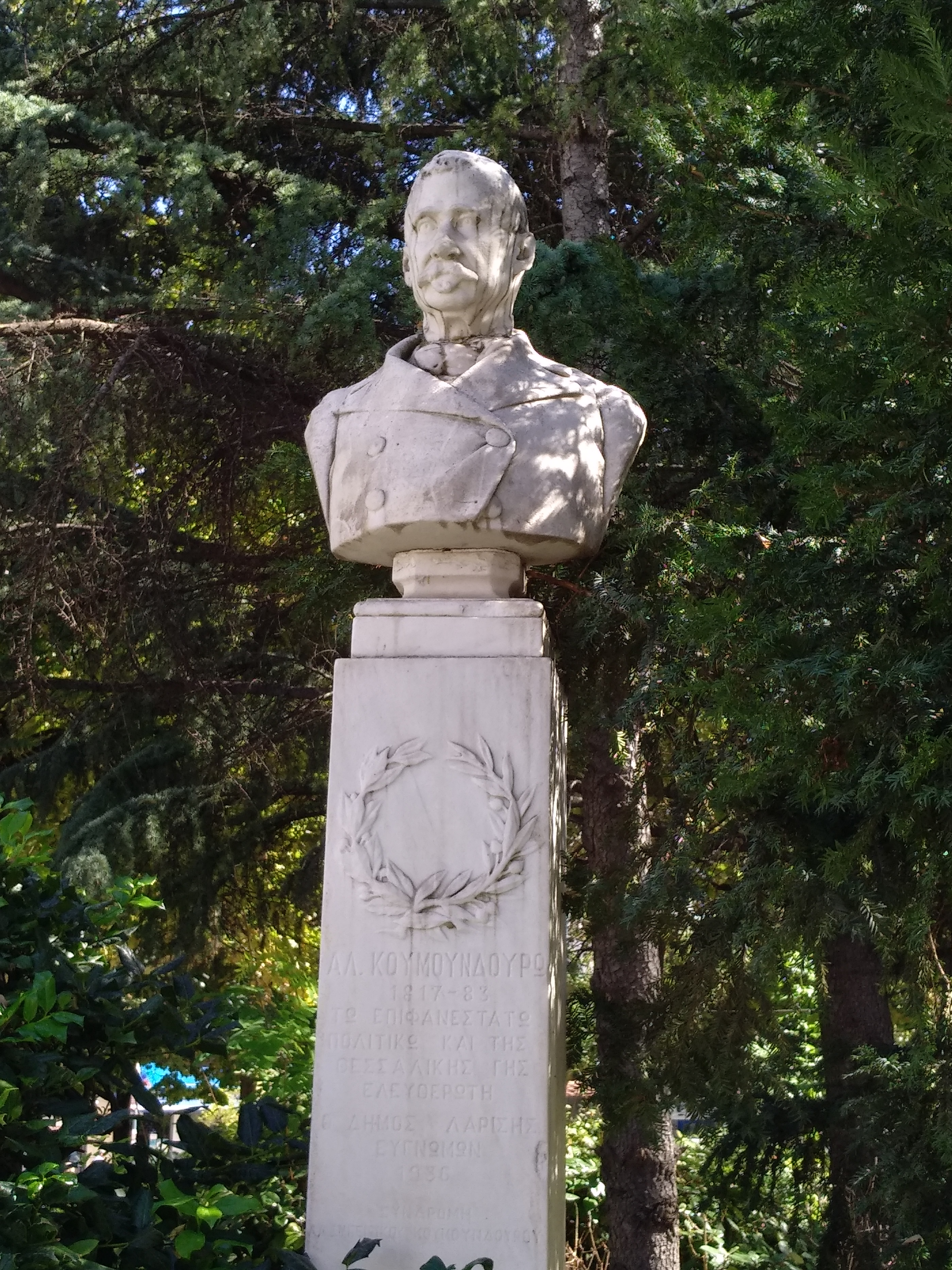
Бюст Кумундуроса на центральной площади
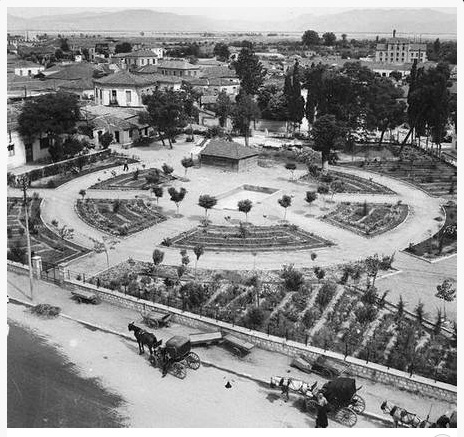
Вид на город в 1940-х годах
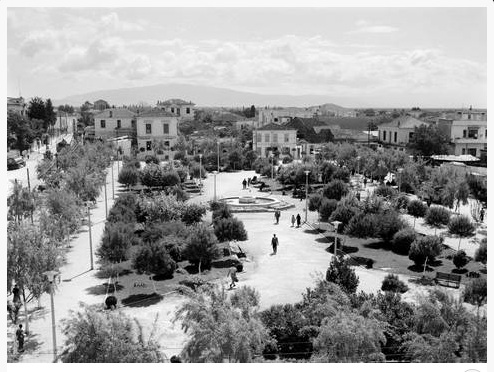
Площадь Тахидромиу в 1950-х годах
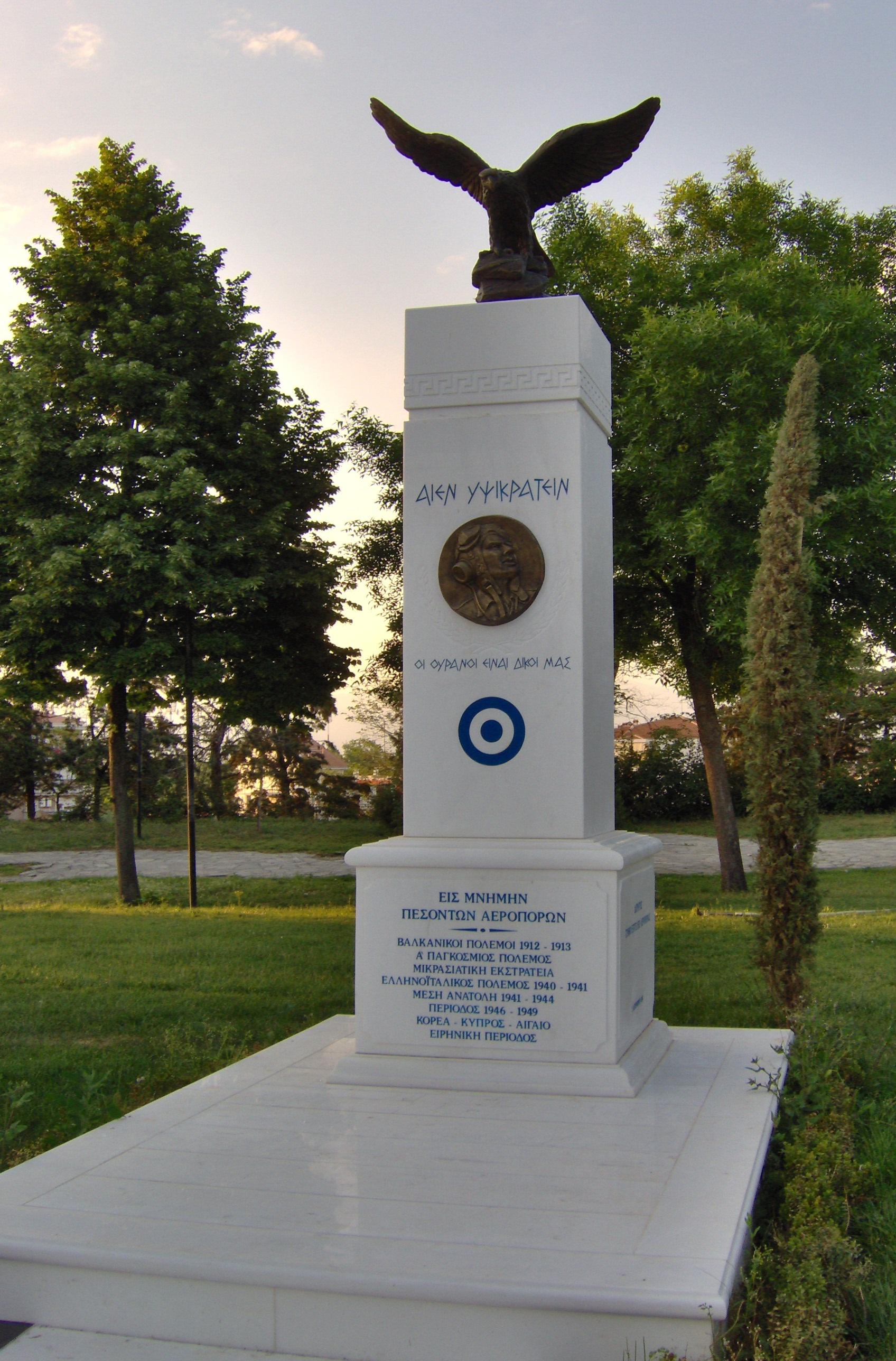
Военный мемориал
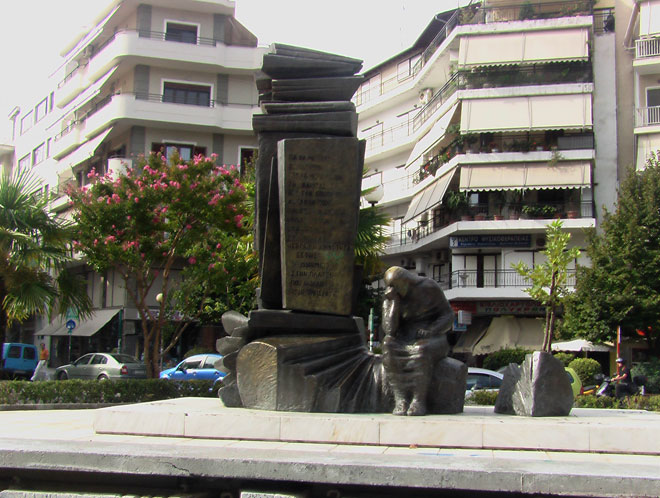
Мемориал Холокоста